# 개구리알말과
개구리알말과(Batrachospermaceae)는 진정홍조강 개구리알말목에 속하는 홍조류과의 하나이다. 17속 189종으로 이루어져 있다.

## 하위 속
| - Acarposporophycos - Balliopsis - Batrachospermum - Kumanoa - Lympha - Nocturama - Nothocladus - Petrohua - Psilosiphon | - Sheathia - Sirodotia - Torularia - Tuomeya - Virescentia - Visia - Volatus - Wattsia |